# Advertising Age
Advertising Age ou Ad Age est un magazine hebdomadaire américain spécialisé dans la publicité. Sa première parution date de 1930. Ce magazine couvre tous les aspects du marché de la publicité aux États-Unis.